# Gara de Nord (metropolitana di Bucarest)
Gara de Nord è il nome di due stazioni separate della metropolitana di Bucarest, situate vicino alla stazione ferroviaria Gara de Nord di Bucarest e che servono le linee M1 e M4. Né le stazioni della metropolitana né la stazione ferroviaria sono interconnesse, i passeggeri devono utilizzare la stazione successiva, Basarab, per passare direttamente dalla M1 alla M4, senza dover convalidare nuovamente il biglietto.

## Storia e descrizione
La prima stazione è stata aperta il 24 dicembre 1987 come capolinea orientale dell'estensione della M1 da Crângași. Il 17 agosto 1989 è stata aperta l'estensione a Dristor.
La stazione sulla linea M4 è stata inaugurata il 1 marzo 2000 nell'ambito del tratto inaugurale della Linea M4 da Gara de Nord alla stazione 1 Mai.
La stazione è molto particolare per la sua storia: inizialmente progettata come stazione bilivello, la sua disposizione è stata pesantemente modificata, portando la sua apertura a un anno di ritardo (questo ha comportato l'abbandono del suo piano bilivello e l'inserimento di una stretta svolta verso Piața Vittoria). Nel tunnel verso Basarab si possono infatti notare le strutture realizzate per il tunnel a due livelli. La costruzione per la seconda stazione iniziò nel 1989, ma i lavori si bloccarono a causa della crisi economica seguita alla rivoluzione romena dello stesso anno.
La costruzione della linea M4 riprese nel 1996, rimuovendo l'acqua accumulata nelle gallerie e la fermata sulla M5 venne aperta nel 2000. A causa di questa configurazione attuale, i passeggeri devono uscire dal sistema e rientrare, nonostante sia presente una sorta di tunnel di collegamento tra le stazioni.